# NGC 7822
NGC 7822 est une nébuleuse située à environ 3 000 années-lumière de la Terre, dans la constellation de Céphée,,. D'une étendue de quelques dizaines d'années-lumière, la région comprend les objets astronomiques Sharpless 171 et le jeune amas d'étoiles Berkeley 59 (pl).
La nébuleuse abrite également l'une des étoiles les plus chaudes situées à proximité du Soleil, BD+66 1673, un système binaire incluant une O5V d'une température de surface d'environ 45 000 kelvins et d'une luminosité d'environ 100 000 fois celles du Soleil.